# Кисель (ущелина)
Кисель (Kyseľ) — каньйон в Словаччині; знаходиться в масиві Словацький Рай. Розташований біля села Летановце.
В ущелині є до десятка водоспадів. Через ущелину проходить екологічна стежка.